# Філіпс Джеймс Едвард Трейсі
Джеймс Едвард Трейсі Філіпс (англ. James Edward Tracy Philipps, MC; 1888-1959) — британський дипломат і дослідник.

## Життєпис
Філіпс був сином Джона Еразма Філіпса (1863-1923), вікарія Енстоуна в графстві Оксфордшир і Маргарити Луїзи Еверард Ффолькс (1863-1954). Одружений з піаністкою Любкою Колессою.